# Ouerghemma

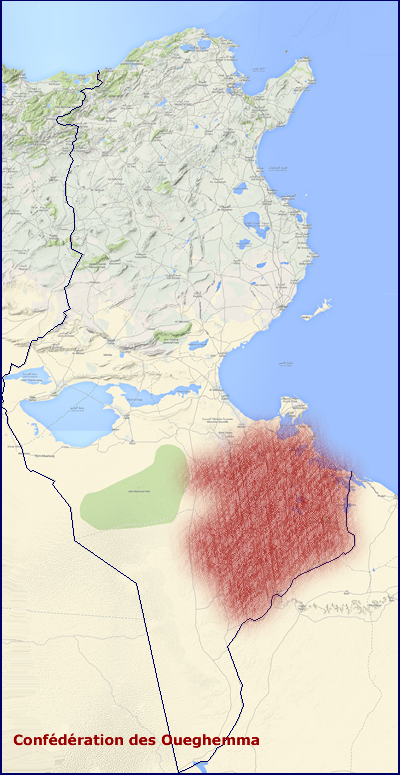
Localització de la confederació dels Ouerghemma

Els ouerghemma (en àrab ورغمة, Warḡamma) són una confederació tribal formada d'aliances entre les tribus amazigues (més concretament dels zenetes) i les tribus àrabs (descendents dels Banu Sulaym) que poblarien el sud de Tunísia. Des del segle xvi formava part d'una aliança de seguretat per a la majoria de pobles que vivien entre el mar i el desert i han estès la seva influència sobre una àmplia zona del sud-est de Tunísia, Oued ez-Zess. a la regió de Mareth, fins a frontera entre Líbia i Tunísia, representant la major part de la plana de Djeffara.

## Etimologia
La denominació de la confederació, Ouerghemma, prové dels Beni Ourghma, una branca dels Beni Demmer. Demmer designa una muntanya de la regió de Trípoli formant l'extrem occidental de la cadena que s'estén al sud d'aquesta vila, fins als voltants de Gabès. On appelle Aït Demmer ou Aïd Demmer les habitants de cette montagne, c'est-à-dire  .

## Orígens
Els Beni Demmer, Aït Demmer o Aïd Demmer, una tribu zenete, són formats per un gran nombre de branques que habiten a les muntanyes dels voltants de Trípoli. Una de les seves fraccions s'involucra en la vida nòmada i va freqüentar les planes de l'Ifríqiya Occidental.
Els Beni Ourghma, branca dels Aïd Demmer, habiten les muntanyes pròximes de Tripoli ; els Beni Ournîd formen també una branca considerable de la tribu dels Demmer i tenen nombroses ramificacions, entre elles els Beni Ourtantîn, els Beni Gharzoul i els Beni Tofourt.

## Geografia

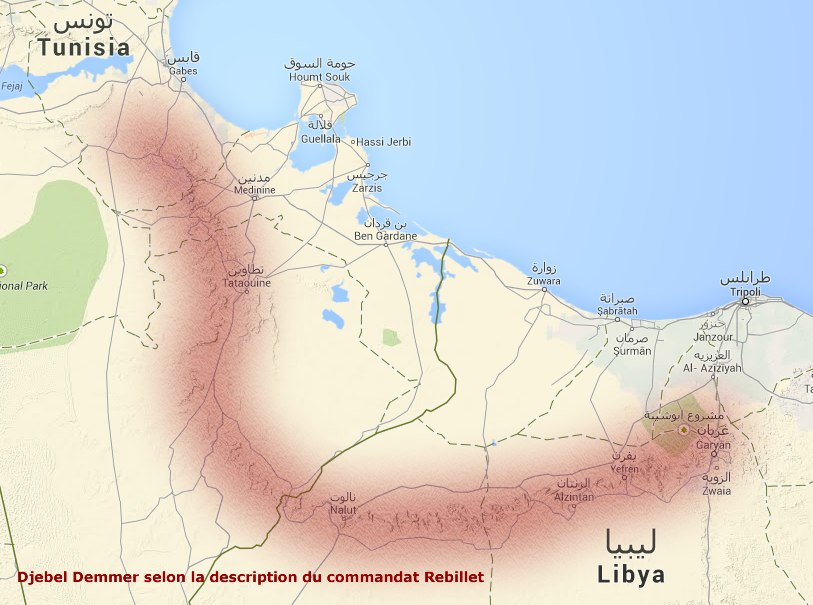
Localització del Djebel Demmer segons la descripció del comandant Rebillet

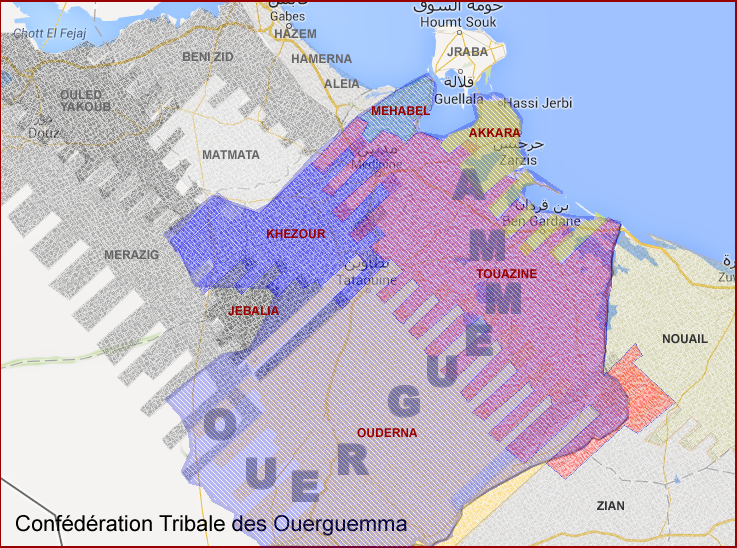
Grups de la confederació tribal dels Ouerguemma

Segons el comandant François Rebillet (capità del 4t regiment d'infanteria) a la seva obra Le Sud de la Tunisie (1886), citant els autors àrabs de l'Edat Mitjana, el terme Djebel Demmer s'aplica a tota la regió muntanyosa que s'estén des del Jabal Nafusa fins al sud de Gabès. Els mapes moderns divideixen aquesta regió entre l'altiplà dels Matmata, el Jabal Douiret i el Jabal Abiodh.

## Composició
Els ouerghemma es componien de les tribus:
- Ouderna de Tataouine:[5]
  - Oulad Slim (أولاد سليم, Awlād Slīm): Ch'hida (شهيدة, Xhīda), Dabbeb (دباب, Dabbāb), Dghaghra (دغاغرة, Dḡāḡra), Ajerda (عجاردة, ʿAjārda), Dhibet (ذهيبات, Ḏhībāt), Mekbla (مقابلة, Mqābla), Ghefarra (غفافرة, Ḡafāfra), Mkhalba (مخالبة, Mẖālba)
  - Oulad Abdelhamid (أولاد عبد الحميد, Awlād ʿAbd al-Ḥamīd): Al Krachoua (الكرشاوة, al-Kraxāwa), Oulad al Azreq' (الزرقان, az-Zarqān), Oulad Mehiri, Oulad Aoun, Al Hemidia (حميدية, Ḥamīdiyya)
- Touazine de Ben Gardane: Aouled Hamed (أولاد حامد, Awlād Ḥāmid), Mazrouta (مزروطة, Mazrūṭa), Aouled Khelifa (أولاد خليفة, Awlād Ḫalīfa)
- Accares de Zarzis: Aouled Emhamed (أولاد امحمد, Awlād Amḥammad), Aouled Bou Ali (أولاد بوعلي, Awlād Bū ʿAlī), Aouled Abd Edayem (أولاد عبد الدايم, Awlād ʿAbd ad-Dāyim), Ezouaya (الزاوية, az-Zāwiya), Elmouwensa (الموانسة, al-Muwānsa), Elekheleyfia (الخلايفية, al-Ḫalāyfiyya)
- Khezour i Mhabel de Médenine: Hzara (حرارزة, Ḥrārza), Tsaoua (تساوة, Tsāwa), Khemaylia (خمايلية, Ḫamāyliyya), Aouled Belgacem (أولاد بالقاسم, Awlād Bi-l-Qāsim), Aouled Youssef (أولاد يوسف, Awlād Yūsuf)
- Jelidet (جليدات, Jalīdāt) de Tataouine i Beni Blel: Hamed (حامد, Ḥāmid), Bouras (بوراس, Būrās), Aouled Abdejelil (أولاد عبد الجليل, Awlād ʿAbd al-Jalīl), Aouled Mohamed (أولاد محمد, Awlād Muḥammad), Boujlida (بوجليدة, Būjlīda), Outaouta (الوطاوطة, al-Ūṭāwṭa)
- Ghomrassen (غمراسن, Ḡumrāsin) de Ghomrassen
- Hewaya (حواية, Ḥawāya): Jebah (جباه, Jabāh), Melala (ملالة, Malāla), Aouled Atia (أولاد عطية, Awlād ʿAṭṭiyya), Kerza (كارزة, Kārza), Aouled Mehdi (أولاد مهدي, Awlād Mahdī)
- Tribus muntanyenques: Douiret (دورات, Duwirāt), Sedra (سدرة, Sadra), Beni Yekhzer (بني يخزر, Banī Yaẖzar), Mekdamine (مقدمين, Muqdamīn), Guetoufa (قطوفة, Qaṭūfa), Guermessa (قرماسة, Qarmāsa)
- Altres tribus: Hdeda (حدادة, Ḥdāda), Ghbonten (غبنتن, Ḡbuntan), Jelalta (جلالطة, Jalālṭa), Rebayaa (ربايع, Rubāyʿ)

La confederació dels Ouerghemma (Ouderna de Tataouine i Touazine de Ben Gardane) forniren els contingents de goumiers del bei de Tunis, mitjançant l'exempció de l'impost de capitació.

## Dialecte
El dialecte d'aquestes tribus és majoritàriament un àrab similar al parlat per les tribus líbies veïnes. Algunes tribus com els Ghomrassen i els Douiret utilitzen encara l'amazic, amb un dialecte similar al d'Ez Zauia et du Jabal Nafusa (Líbia) o al shawiya o chaoui (Algèria).